# Charles Ornano
Pour les articles homonymes, voir Ornano.
Charles Ornano, né le 5 mai 1919 à Ajaccio et mort le 19 février 1994 dans la même ville, est un homme politique français.

## Synthèse des mandats
- novembre 1975 - 19 février 1994 : maire d'Ajaccio
- 1976-1989 : conseiller général du canton d'Ajaccio-2
- 28 septembre 1980 - 19 février 1994 : sénateur (RASNAG) de Corse-du-Sud